# Pieve di San Pietro (Volpedo)
La romanica Pieve di San Pietro costituisce il principale monumento storico di Volpedo. Già citata in documenti del X secolo, fu rimaneggiata nel XV secolo: tale rifacimento ne ha mutate in buona parte le forme originarie, ma ne ha accresciuto l'interesse artistico arricchendola di pregevoli pitture. All'interno si trovano infatti affreschi attribuiti alla scuola dei tortonesi Manfredino e Franceschino Boxilio (XV - inizio XVI secolo), scuola attiva anche presso il Duomo di Milano.

## Architettura
L'edificio (citato per la prima volta in una pergamena del 965) ha una struttura in mattoni e ciottoli di fiume. La facciata a salienti lascia intuire, all'interno, la presenza di tre navate; l'altezza delle navate laterali, che era in origine assai più bassa (come è ancor oggi visibile nella vicina e coeva pieve di Viguzzolo), fu innalzata nella ricostruzione del XV secolo. Sulla facciata si trova un portale ogivato, di fattura assai semplice, e sono utilizzate decorazioni a lesene disposte asimmetricamente.
Scomparse le originarie absidiole che chiudevano le navate laterali, è rimasta solo l'abside maggiore, ornata da lesene con archetti pensili.
L'interno è a tre navate, divise da file di quattro pilastri quadrangolari che sorreggono archi a sesto acuto o a tutto sesto; la copertura è a capriate.

## Affreschi

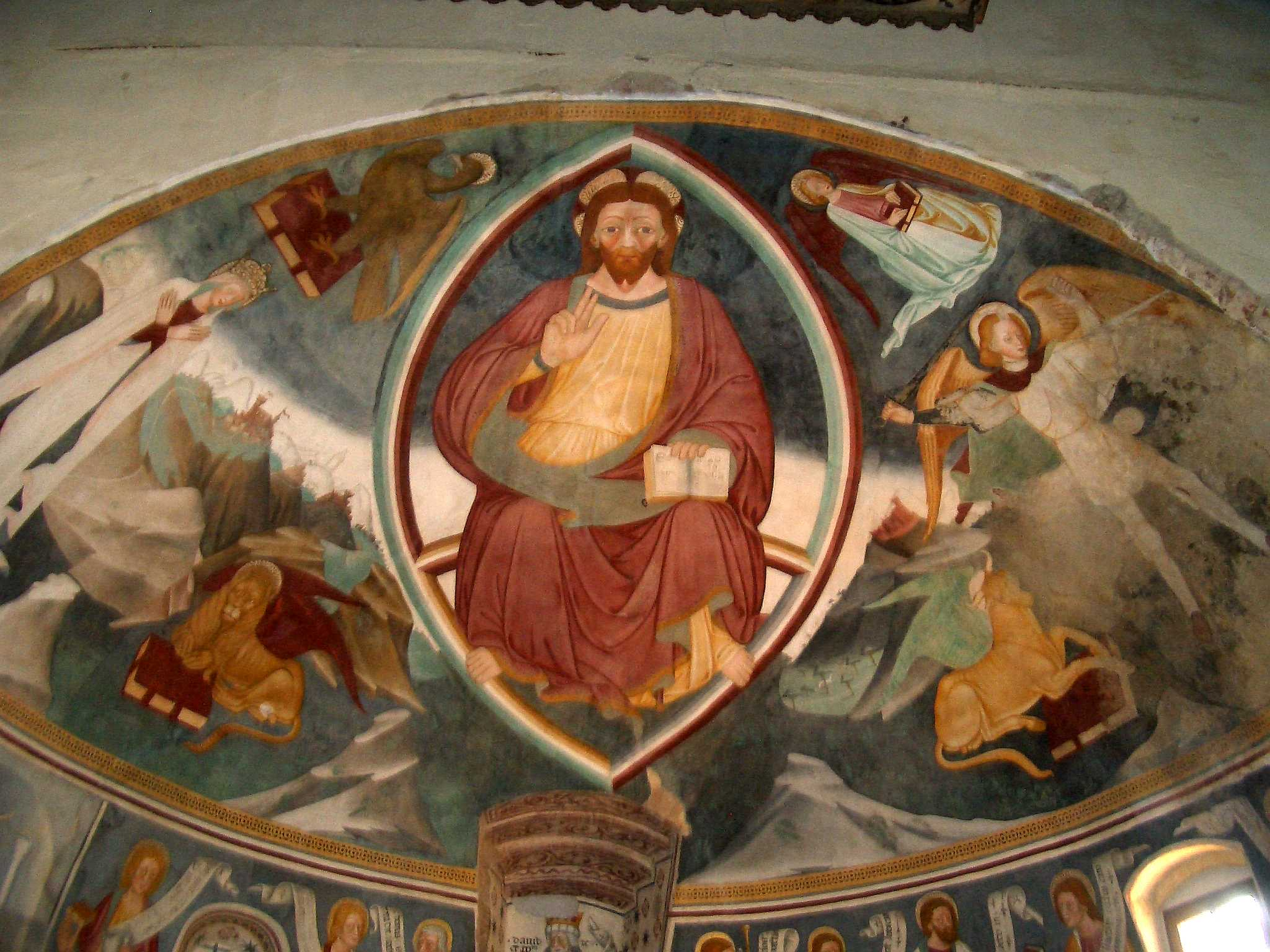
Gli affreschi nell'abside della pieve

Grande interesse rivestono gli affreschi tardo quattrocenteschi per i quali si è ipotizzata l'opera dei fratelli Boxilio (indicati nei documenti d'archivio anche come Baxilio, o Basiglio), di Castelnuovo Scrivia, titolari della più importante bottega del tortonese.
I restauri intervenuti di recente hanno consentito il recupero dei dipinti dell'abside. Il catino è occupato dalla figura del Cristo pantocratore circondato dai simboli dei quattro evangelisti (il cosiddetto Tetramorfo), con la figura elegantemente abbigliata della Vergine da un lato e da quella di San Michele Arcangelo dall'altro. Nel registro inferiore, in una nicchia collocata proprio sotto la mandorla con il Cristo, è posta – a sottolineare la continuità tra Vecchio e Nuovo Testamento - la figura di Re Davide, ritratta con barba e capelli canuti e con abiti che paiono tratti da una miniatura cortese. Essa è affiancata sui due lati dall'usuale teoria dei Dodici Apostoli e da un'immagine del Cristo in Pietà. Lo stile, a dispetto della data di esecuzione, è ancora marcatamente gotico.
Al fondo della navata destra è stata collocata una Madonna col Bambino, frammento di un affresco dello stesso periodo e immagine cara alla devozione popolare.
I robusti pilastri delle navate ospitano un'interessante teoria di ex voto: si tratta delle immagini dei santi invocati dai fedeli che compongono, nel loro insieme, una notevole galleria iconografica realizzatasi nel corso del XV – inizi del XVI secolo.
Solo di alcune opere la critica è riuscita recentemente a riconoscere la paternità: un certo Antonius firma un frammento posto sulla parete a destra dell'abside (1462) e avrebbe altresì dipinto le figure dei Santi Cosma e Damiano sul quarto pilastro destro. L'autore della edicola addossata al terzo pilastro destro, raffigurante la Vergine in trono con i santi Giacomo ed Agata (1502) è individuato in Giovanni Quirico Boxilio da Tortona.
Le immagini dei santi raffigurati sui pilastri della chiesa hanno suggerito a Giuseppe Pellizza da Volpedo il soggetto di una delle sue tele: il quadro è intitolato appunto Pilastro della Pieve di Volpedo (1891-92).

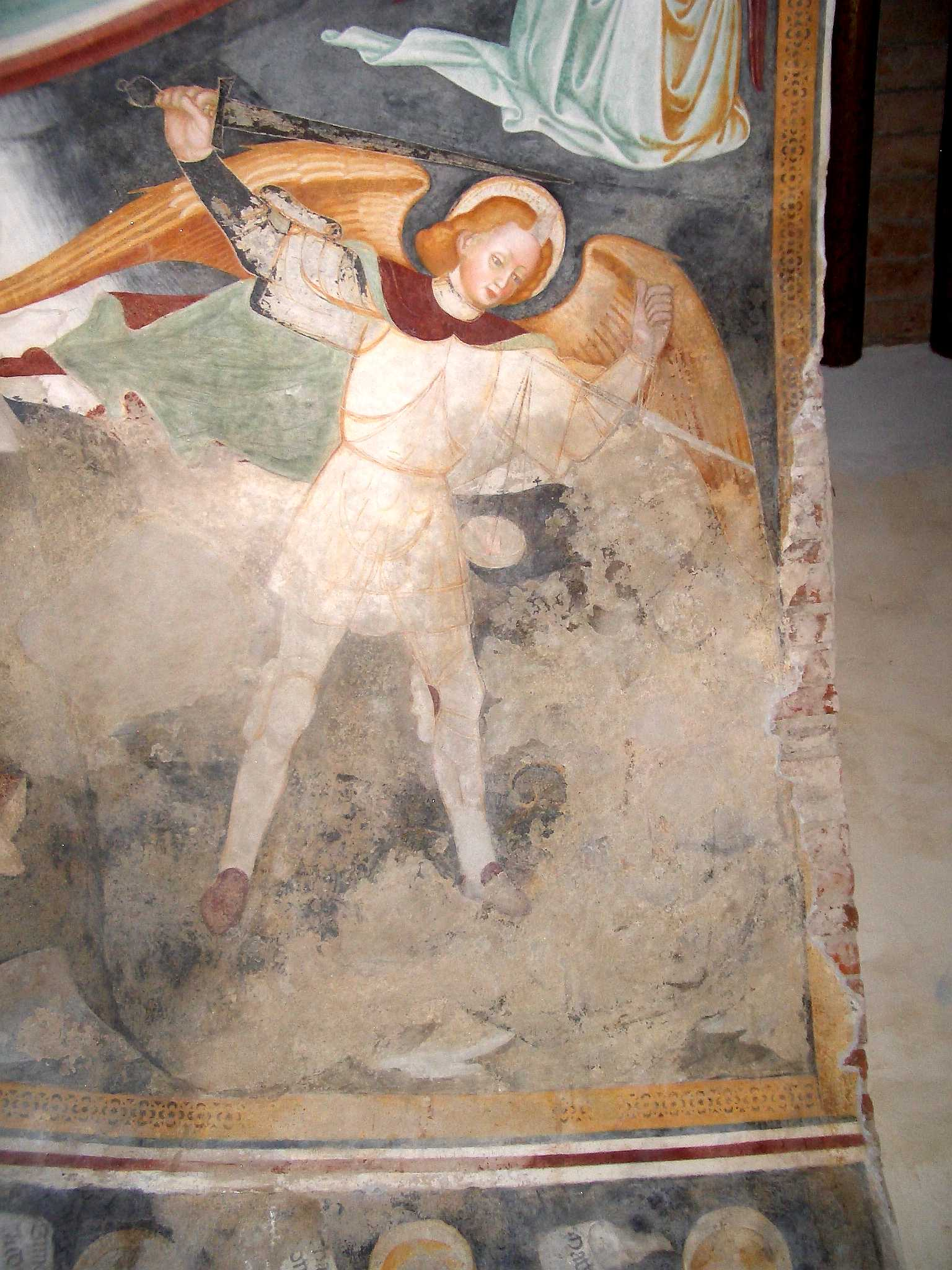
San Michele Arcangelo, particolare degli affreschi dell'abside
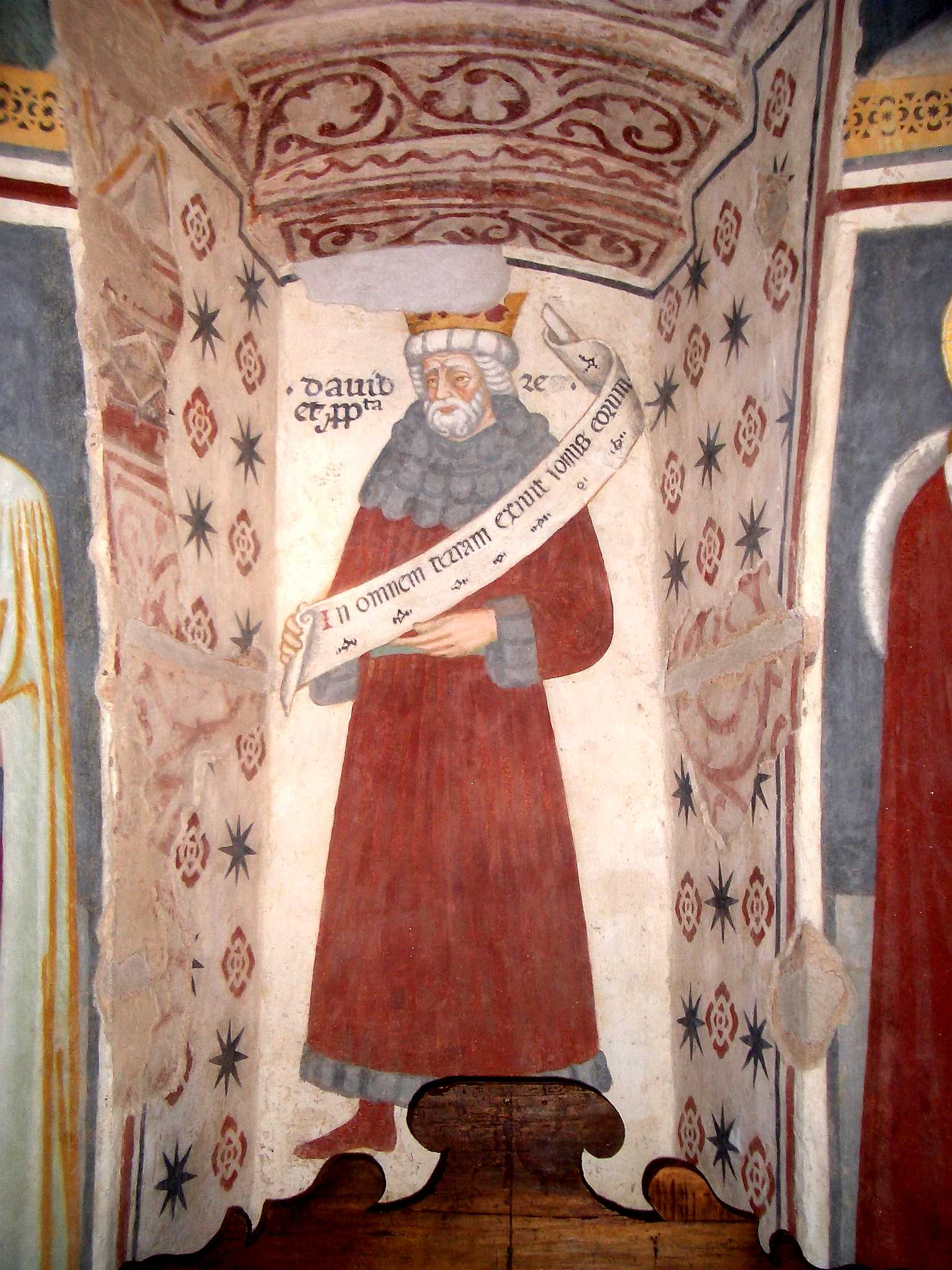
Re Davide, particolare degli affreschi dell'abside
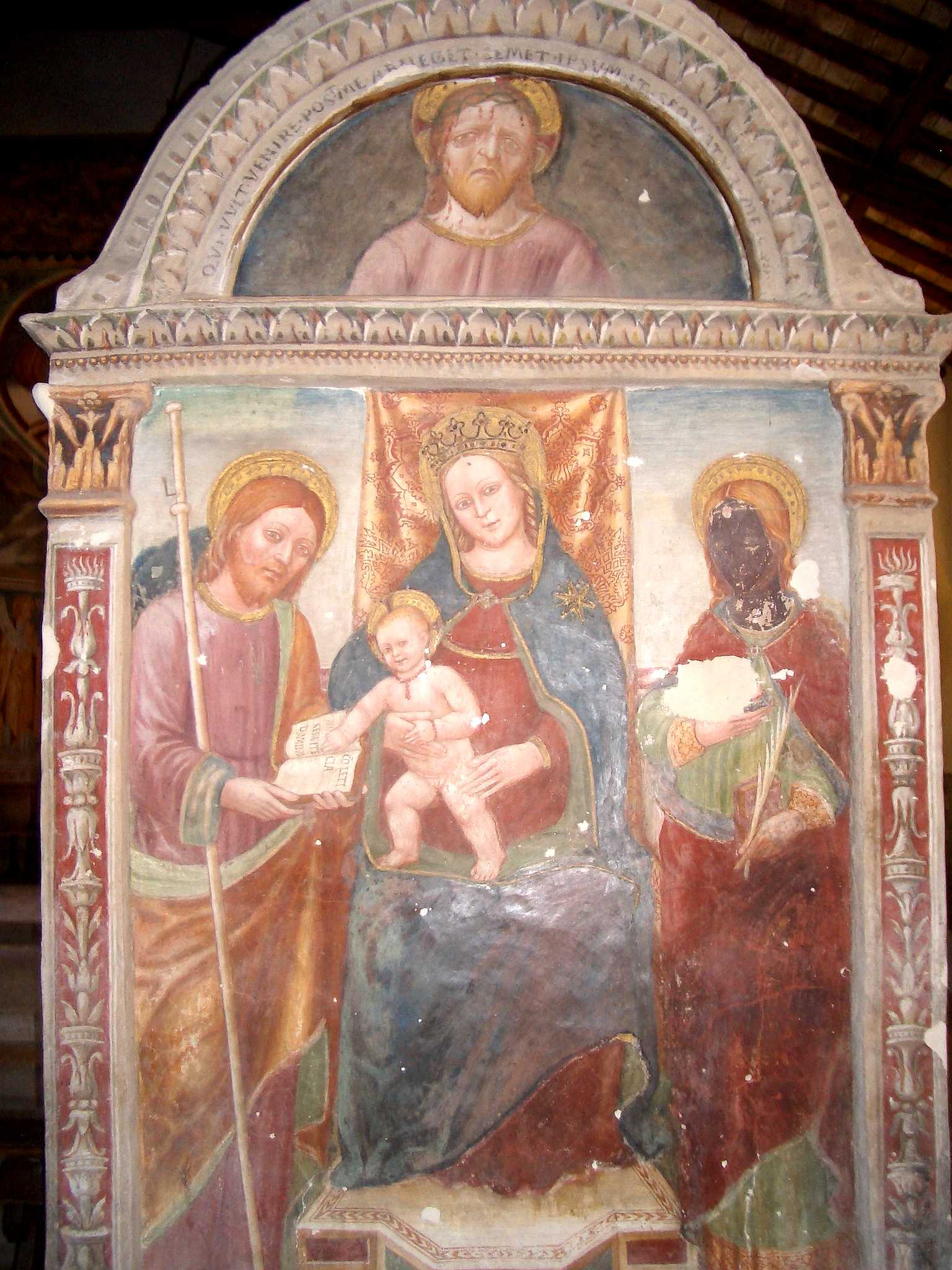
Quirico da Tortona, Madonna col Bambino e Santi Giacomo e Agata, 1502, affresco su un pilastro della chiesa
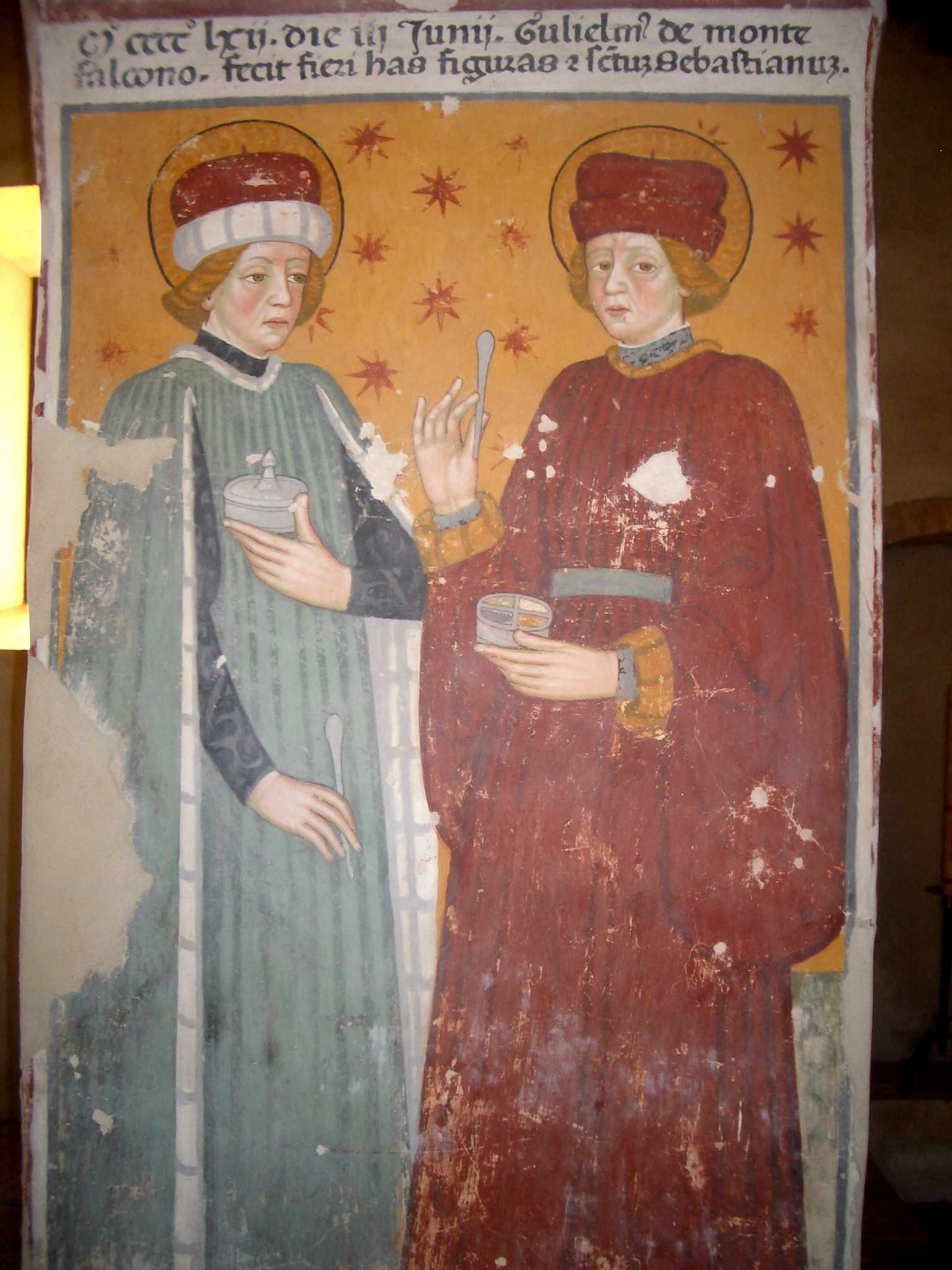
Pittore che si firma "Antonius" (?), Santi Cosma e Damiano, 1462 ca, affresco su un pilastro della chiesa

## Influenza culturale
Il profilo della pieve con il suo campaniletto a vela è ben riconoscibile nel quadro Fiumana di Giuseppe Pellizza da Volpedo, una delle opere che fanno parte della serie che si evolverà fino a trovare compimento ne Il quarto stato.